# کوئنتین بویزگارد
کوئنتین بویزگارد (انگلیسی: Quentin Boisgard؛ زادهٔ ۱۷ مارس ۱۹۹۷) بازیکن فوتبال اهل فرانسه است.
از باشگاه‌هایی که در آن بازی کرده‌است می‌توان به باشگاه فوتبال تولوز اشاره کرد.